# Endertia spectabilis
Endertia spectabilis är en ärtväxtart som beskrevs av Cornelis Gijsbert Gerrit Jan van Steenis och De Wit. Endertia spectabilis ingår i släktet Endertia och familjen ärtväxter. Inga underarter finns listade i Catalogue of Life.